# USS Ozark (1863)
USS Ozark – monitor rzeczny marynarki wojennej Unii z okresu wojny secesyjnej. Był pierwszą jednostką US Navy noszącą tę nazwę. Zwodowany 18 lutego 1863 roku, przyjęty do służby 18 lutego 1864. „Ozark” spędził całą swoją służbę w United States Navy służąc w Eskadrze Rzeki Missisipi. W 1864 wziął udział w ekspedycji na rzekę Red River. Po zakończeniu wojny secesyjnej okręt został wycofany ze służby w Mound City 24 lipca 1865 i sprzedany 29 listopada 1865.

## Historia i opis
„Ozark” był drewnianym jednowieżowym monitorem o napędzie śrubowym, jedyną jednostką swojego typu. Zamówiony został w zakładach George'a Bestora z Peorii, lecz kadłub wykonała firma Hambleton, Collier & Co. z Mound City jako podwykonawca. Maszyny dostarczyła firma Charles McCord z Saint Louis. Według kontraktu, miał mieć zanurzenie do 1,45 m (4'8") i prędkość na próbach 9 węzłów., lecz w rzeczywistości osiągał do 6 węzłów. Na pokładzie za wieżą znajdowała się lekka nadbudówka z kabinami dla oficerów i dwa wysokie kominy umieszczone obok siebie, charakterystyczne dla jednostek rzecznych. 
Pancerz był wykonany z płyt żelaznych. Najsilniej chroniona była wieża projektu Ericssona – 152 mm (6") grubości. Na długości 12 m od dziobu pancerz burt miał grubość 32 mm (dwie warstwy po 1¼"), sięgający 30 cm poniżej linii zanurzenia, a dalej w kierunku rufy pancerz miał 28 mm (dwie warstwy po 1 1/8"). Pokład górny miał grubość 25 mm (1"). Na rufie początkowo była niska drewniana osłona, dla ustawiania dział, pokryta żelazem, lecz później zdemontowana z powodu przekroczonego zanurzenia na rufie.
Uzbrojenie główne stanowiły dwa 11-calowe (279 mm) gładkolufowe działa Dahlgrena w wieży. Przed lipcem 1864 roku dodano stojące na pokładzie 4 gładkolufowe działa: 1 działo 10-calowe (254 mm) i 3 działa 9-calowe (229 mm), umieszczone na dziobie, rufie i każdej z burt (wszystkie również gładkolufowe Dahlgrena). Ponadto, miał on być eksperymentalnie uzbrojony w 9-calowe "działo podwodne" (submarine gun), wystrzeliwujące pocisk pod wodą, lecz projekt tego działa, o wątpliwej skuteczności, został zarzucony w styczniu 1863, jeszcze przed wodowaniem.
Napęd, nietypowo dla okrętów rzecznych, stanowiły 4 czterołopatowe żelazne śruby średnicy 213 cm (7'). Napędzane były przez cztery silniki parowe o średnicy cylindrów 38 cm (15') i skoku 61 cm (24'), przy tym po dwie maszyny pracowały na wspólny wał, napędzający parę śrub (taki sam napęd otrzymały jedynie monitory typu Marietta i podobny typu Milwaukee). Okręt miał cztery kotły i 3 stery. 
We wrześniu 1863 prowadzone były próby okrętu, lecz został przyjęty do służby dopiero 18 lutego 1864, po poprawkach mających na celu m.in. wzmocnienie kadłuba. Pierwszym dowódcą był Acting Master George W. Browne (do marca 1865), następnie Acting Master John Powell do końca wojny..
„Ozark” wziął udział tylko w jednej większej akcji bojowej - ekspedycji na Red River admirała Davida Dixona Portera od 12 marca do 22 maja 1864. Podczas niej wszedł na mieliznę pod Alexandrią w Luizjanie (z admirałem na pokładzie) i podczas próby zejścia, uszkodził przekładnię jednej ze śrub. 
Zdaniem admirała Portera, „Ozark” był nieudanym okrętem, a kadłub miał słabość strukturalną. Z drugiej strony jednak, zdołano zamontować na nim silniejsze uzbrojenie, niż pierwotnie przewidziane. Wadą było szczególnie duże zużycie węgla (ok.2,1 t na godzinę).